# No.NAME
No.NAME（ノーネーム）は、日本のヴィジュアル系バンドグループ、KLACKの三枚目のシングル。2008年7月30日に発売された。

## 解説
シングル「machine」発売後に発売された3枚目のシングル。KLACKには珍しい全曲書き下ろし新曲となっている。さらに表現力の向上を加速させた3曲を収録。既成の「価値基準」の破壊を提唱する表現曲「No.NAME」を含む3曲全てが今作品の為に書き下ろされたもの。これまでライブで熟成させた曲をリリースしてきた彼らが、ライブでの披露を前に収録したラストシングル。

## トラックリスト
1. No.NAME
2. SORRY,I'M LATE
3. AFTER ALL

- KLACKの曲の中では唯一14秒と言う短い曲。